# Sempesserre
Sempesserre település Franciaországban, Gers megyében. Lakosainak száma 313 fő (2022. január 1.). Sempesserre Astaffort, Castéra-Lectourois, Gimbrède, Pergain-Taillac, Saint-Avit-Frandat, Sainte-Mère és Saint-Mézard községekkel határos.

## Népesség
A település népessége az elmúlt években az alábbi módon változott:
| Lakosok száma | 355  | 296  | 303  | 298  | 318  | 304  | 294  | 296  | 294  | 313  |
|               | 1968 | 1982 | 1990 | 2006 | 2013 | 2015 | 2017 | 2019 | 2020 | 2022 |